# Eddie Gaedel
Edward Carl "Eddie" Gaedel (Chicago, 8 de junho de 1925 — Chicago, 18 de junho de 1961) foi um anão norte-americano que se tornou famoso por participar de um jogo de beisebol da MLB.

## Biografia
Com apenas 1,09 m de altura (3 pés e 7 polegadas) e pesando 29,5 kg (65 libras), Gaedel alcançou a "imortalidade" no segundo jogo de seu time em um domingo, 19 de agosto de 1951. Ele assinara secretamente um contrato com o St. Louis Browns e vestiu o uniforme (completo, com o número "1/8" nas costas) para uma ação de marketing idealizada pelo dono dos Browns, Bill Veeck.
Gaedel saiu de um bolo feito de papel machê entre as duas partidas, para comemorar o 50.º aniversário da Liga Americana, patrocinado por uma cervejaria. Ao patrocinador, assim como à torcida, Veeck tinha prometido um "festival de surpresas". Antes de o segundo jogo começar, a opinião geral era de que o anão dentro do bolo não tinha sido tão criativo quanto Veeck costumava ser. Os representantes da cervejaria, em especial, estavam insatisfeitos, mas Veeck, mantendo a surpresa que tinha planejado para o jogo, apenas se desculpou.

## A aparição com o bastão
Não era nada mais que uma substituição, ainda que do primeiro rebatedor do time da casa no jogo. Frank Saucier, dos Browns, sairia, e Gaedel entraria em seu lugar para rebater contra o Detroit Tigers. Mas o árbitro Ed Hurley achou que estavam tirando uma com a sua cara e chamou o treinador dos Browns, Zack Taylor. Não por acaso, Taylor tinha consigo uma cópia do contrato de Gaedel. Tudo em ordem. Também não por acaso, ele ainda tinha uma cópia do plantel ativo dos Browns, que tinha espaço para a adição de Gaedel.
E Gaedel foi para o bastão. Bob Cain estava arremessando pelos Tigers e não conseguia conter as risadas. O apanhador Bob Swift não achou tanta graça, mas tentou ajudar seu colega de time: "Mantenha a bola baixa." Cain até que tentou seguir o conselho de Swift, mas, ainda assim, seus quatro lançamentos foram altos demais, e Gaedel, que nem sequer ameaçou girar o bastão, andou até a primeira base, sob aplausos entusiasmados dos mais de dezoito mil torcedores presentes ao Sportsman's Park. Em seu percurso até a base, Gaedel ainda parou por duas vezes para agradecer a ovação.
Ao chegar à primeira base, Gaedel foi substituído por Jim Delsing (que acabou isolado na terceira base ao fim da entrada).
Gaedel tinha sido contratado por Veeck na sexta-feira. Tudo fora cuidadosamente planejado: o contrato foi enviado para a liga à tarde, porque Veeck sabia que Will Harridge, então presidente da Liga Americana, dificilmente dava expediente às sextas-feiras depois do almoço. "A liga não tinha como não aprovar — a altura dele não estava especificada no contrato", lembra Mary Frances Veeck, viúva de Bill.
Veeck ainda ordenou que Gaedel deixasse seu bastão imóvel. O "jogador" sugeriu que poderia não resistir à tentação de girar o taco, ao que Veeck respondeu que levaria um rifle ao jogo e atiraria se sequer parecesse que ele tentaria girar o bastão. A ordem foi cumprida à risca.

## Reação da liga
Harridge, acusando Veeck de zombar do esporte, anulou o contrato de Gaedel no dia seguinte. Veeck, em resposta, questionou se o interbases do New York Yankees, Phil Rizzuto, de 1,67 metro, era um jogador baixo ou um anão alto.
Inicialmente, a MLB eliminou Gaedel de seus registros, como se ele não tivesse entrado no jogo. A medida foi revista um ano depois. Eddie Gaedel encerrou sua carreira nas grandes ligas com uma média na base de 100%. Como ele andou em sua única tentativa com o bastão, ele não foi creditado com uma tentativa oficial.
Gaedel voltaria aos gramados mais uma vez, mas não mais como jogador, e sim como "extraterrestre", ao lado de três outros anões, com "armas a laser" apontadas para os jogadores Nellie Fox e Luis Aparício no Comiskey Park. Em provável alusão a Veeck, Gaedel falou no microfone: "Eu não quero ser levado ao seu líder. Eu já o conheci." Gaedel ainda seria contratado, junto com outros anões, em 1961, como vendedor de arquibancada, a fim de não ficar na frente dos torcedores durante o jogo.

## Morte
Gaedel tornou-se alcoólico e morreu em 1961, aos 36 anos, de ataque cardíaco ao ser assaltado em Chicago. A única pessoa ligada ao beisebol que foi ao seu funeral foi Bob Cain, o arremessador que o andara dez anos antes. "Eu nunca nem sequer o encontrei, mas senti-me obrigado a vir", explicou Cain. Veeck não foi ao enterro, mas dedicou uma frase em sua autobiografia ao recém-falecido: "Ele foi o melhor anão que já jogou beisebol nas grandes ligas."